# کاپا دوشیزه
کاپا دوشیزه یک ستاره است که در صورت فلکی دوشیزه قرار دارد.